# HD 8535 b
HD 8535 b (también conocido como HIP 6511 b) es un planeta extrasolar que orbita la estrella de tipo G de la secuencia principal HD 8535, localizado aproximadamente a 184 años luz de la Tierra, en la constelación de Fénix. Este planeta tiene al menos el 60% de la masa de Júpiter y tarda 3,6 años en completar su período orbital, con un semieje mayor de 2,47 UA. Sin embargo, a diferencia de la mayoría de los exoplanetas conocidos, su excentricidad no se conoce, pero es habitual que se desconozca su inclinación. Este planeta fue detectado por HARPS el 19 de octubre de 2009, junto con otros 29 planetas. El astrónomo Wladimir Lyra (2009) ha propuesto Therbeeo como el nombre común posible para HD 8535 b.